# Leon Wyczółkowski
Leon Jan Wyczółkowski (Wola Miastkowska, Garwolin, 11 de abril de 1852 - Varsovia, Polonia, 27 de diciembre de 1936) fue un pintor polaco, uno de los principales exponentes del movimiento Joven Polonia  así como el principal representante de su tiempo del realismo polaco.
En 1935 fue galardonado con el Laurel de Oro de la Academia Polaca de Literatura. En la actualidad, muchas de sus obras se exhiben en el Museo Nacional de Varsovia, en el Museo Nacional de Cracovia y en el Museo Regional de Leon Wyczółkowski, en Bydgoszcz.

## Obra

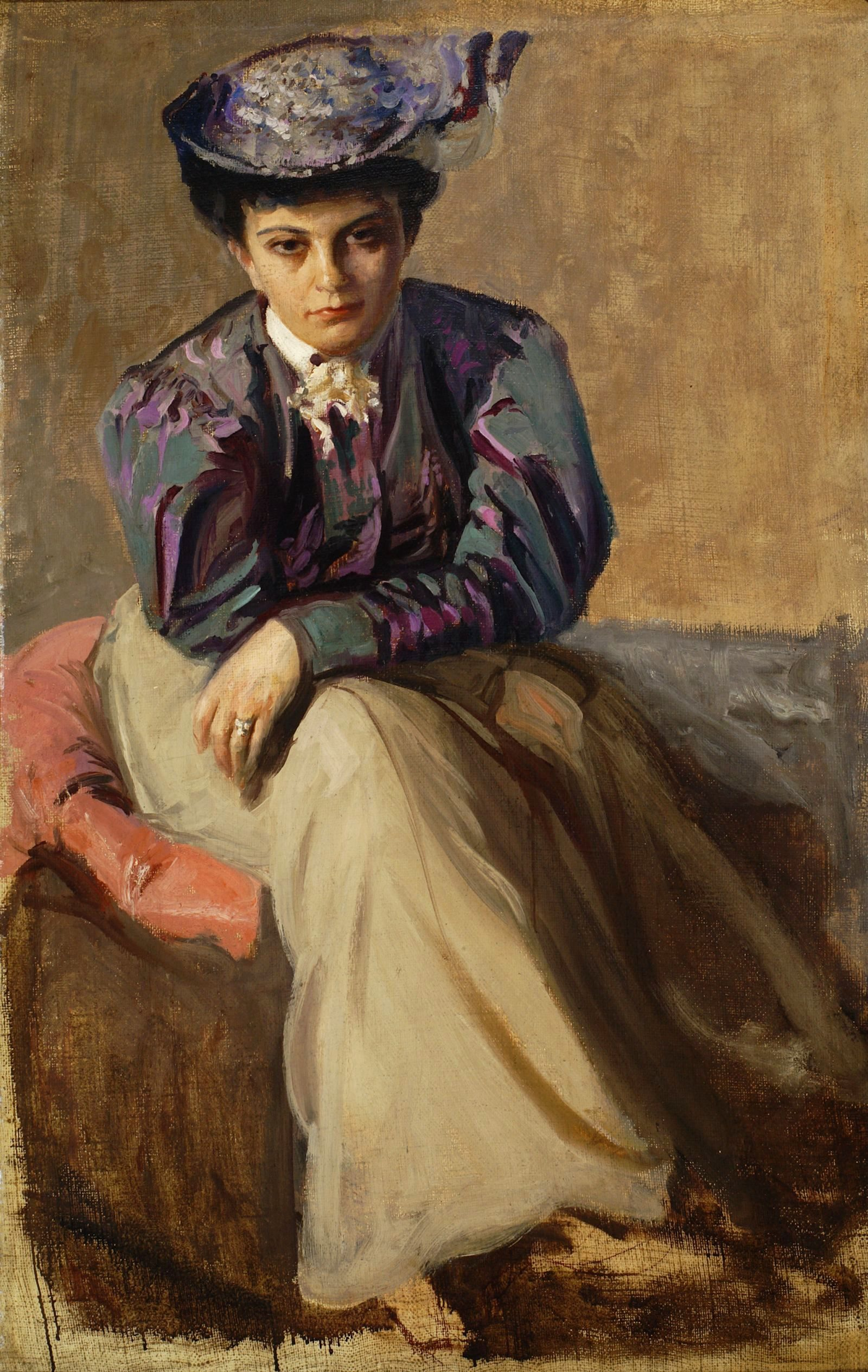
Retrato de Zofia Cybulska-Sokołowska (1903).

Algunas de sus obras más conocidas son:
- Trabajos en los campos de Ucrania (1892)
- Cosecha de remolachas (1895)
- El croquet (1895)
- Retrato de Zofia Cybulska-Sokołowska (1903)
- El monje en Morskie Oko (1904)
- Begonias y euonymus (1931)